# Баблер-рихталик маніпурський

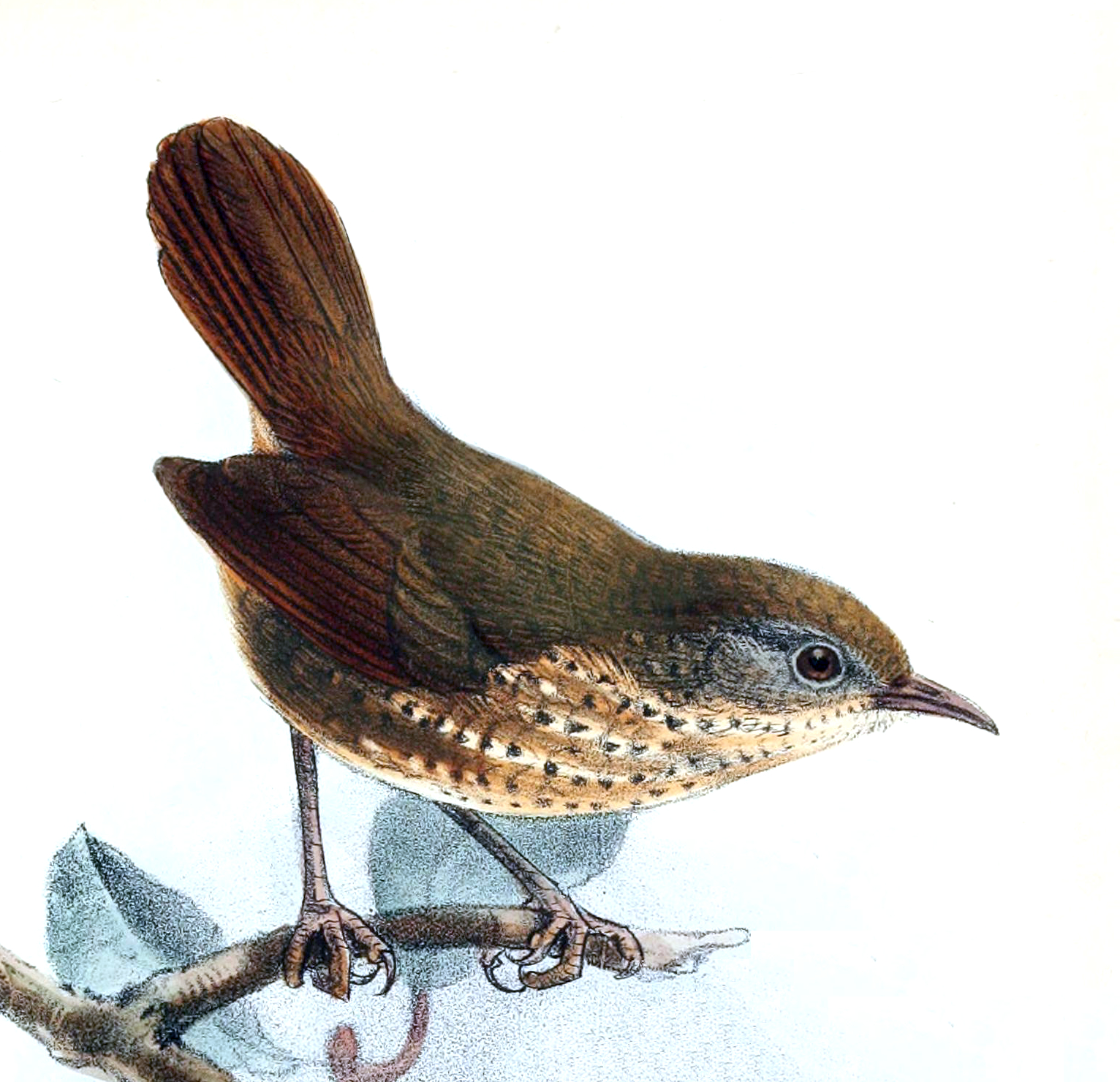
Маніпурський баблер-рихталик

Ба́блер-рихталик маніпурський (Spelaeornis chocolatinus) — вид горобцеподібних птахів родини тимелієвих (Timaliidae). Ендемік Індії. Світлогорлі, мізорамські і сірочереві баблери-рихталики раніше вважалася підвидами маніпурського баблера-рихталика..

## Поширення і екологія
Маніпурські баблери-рихталики мешкають у Північно-Східній Індії, в штаті Нагаленд та на півночі Маніпуру. Вони живуть в густому підліску вологих гірських тропічних лісів. Зустрічаються на висоті від 1200 до 3100 м над рівнем моря. Живляться мурахами, дрібними жуками та іншими комахами.

## Збереження
Через обмежений ареал виду МСОП класифікує його як вразливий. За оцінками дослідників, популяція маніпурських баблерів-рихталиків становить від 2500 до 10000 птахів. Їм загрожує знищення природного середовища.